# Miksa Schächter
Miksa Schächter, né à Vác, le 20 août 1859 et mort à Budapest le 30 avril 1917 est un médecin hongrois, fondateur du journal Gyógyászat. 

## Biographie
Miksa (Maximilian) Schächter est le fils de Jakab Schächter et Mária Mohr. Il commence ses études dans sa ville natale puis, après le déménagement de ses parents, les poursuit à Budapest. Il obtient son diplôme en médecine en 1881 à l'université Semmelweis de Budapest, puis il est médecin assistant. 
Schächter travaille à la clinique du Pr Kovács, durant trois ans. Il crée la revue médicale Gyógyászat. 
Il est nommé privat-docent à l'université en 1889, puis obtient un poste de professeur extraordinaire en 1917. 
À partir de 1902, il est chirurgien en chef au State Children's Shelter. 
En tant qu'expert médico-légal, son activité littéraire est en partie liée à cela, car il travaille pour le conseil médico-légal. Il publie des articles dans Pester Lloyd et Pesti Napló. 
Il épouse Emma Milch (Rivke) le 25 novembre 1884, à Bratislava.

## Publications
- A sebek gyógyulása és a sebkezelés (Budapest, 1886)
- (de) Anleitung zur Wundbehandlung (1887) (ISBN 978-3743344129)
- Az igazságügyi orvosi tanácsról (Budapest, 1897)
- Az orvosszakértőhöz intézendő kérdések (Budapest, 1899)
- Sebészeti gyógyítás, (1904) [lire en ligne]
- Orvosi műhibák